# Nguyễn Văn Y (công an)
Nguyễn Văn Y (1909 – 1970), bí danh Năm Trà là Anh hùng lực lượng vũ trang nhân dân trong hai cuộc kháng chiến chống thực dân Pháp và đế quốc Mỹ xâm lược. Ông từng được phân công giữ nhiều chức vụ quan trọng, trong đó có Phó, rồi Trưởng Ty Công an Mỹ Tho (nay là Tiền Giang); Trưởng Ty Công an tỉnh Long Châu Sa (nay thuộc Đồng Tháp, An Giang). Từ  năm 1959, ông là Trưởng Ban đặc tình Khu ủy Khu 8 (Khu Trung Nam Bộ). Giai đoạn 1969 - 1970 là Phó ban Thường trực rồi Quyền Trưởng ban An ninh Khu 8.

## Cuộc đời và sự nghiệp
Ông sinh năm 1909, quê quán tại làng Thạch Bích, xã Bích Hòa, huyện Thanh Oai, Hà Tây, nay là Hà Nội.
Năm 1927, ông vào Nam hoạt động với vỏ bọc công nhân cạo mủ cao su vùng Long Khánh - Đồng Nai. Sau đó, ông về Hóc Môn - Bà Điểm móc nối với các đảng viên Cộng sản, rồi được phân công hoạt động ở địa bàn miền Tây Nam Bộ.
Quá trình hoạt động cách mạng, ông đảm nhiệm nhiều chức vụ quan trọng. Trong thời kỳ kháng chiến chống Pháp, ông đã trực tiếp chỉ đạo công tác tình báo, phá hàng loạt vụ án quan trọng của các gián điệp Pháp và Mỹ.
Năm 1948, ông được bổ nhiệm Phó Trưởng ty Công an tỉnh Mỹ Tho, lúc đó Mai Chí Thọ là Trưởng ty. Năm 1949, ông tổ chức đột kích vào “Khu Quốc gia”. Nhờ có lực lượng Công an xung phong trá hàng làm nội ứng, Việt Minh đã bắt gọn lực lượng tình báo Phòng nhì Pháp ở Phú Mỹ, thu toàn bộ vũ khí và tài liệu, tang vật quan trọng ngay trong vùng quân đội Pháp đang kiểm soát.
Sau vụ án này, ông còn trực tiếp chỉ huy phá một điệp vụ lớn khác, mang tên “Ban Địa hình Nam bộ”. Tổ chức “Ban địa hình Nam bộ” do Tư lệnh lực lượng vũ trang kháng chiến Nam bộ thành lập với nhiệm vụ xây dựng cơ sở bí mật vùng Pháp chiếm đóng để thu thập tài liệu, vẽ sơ đồ địa hình bố phòng quân sự của Pháp. Thế nhưng, tình báo Phòng nhì Pháp đã cài người vào “Ban địa hình Nam bộ” với ý đồ lái hoạt động sang hướng khác, đồng thời cướp của, giết người, thủ tiêu cán bộ Việt Minh cao cấp trong vùng căn cứ để làm mất lòng tin, gây rối nội bộ và tổ chức. Sau khi điều tra, làm rõ được âm mưu đó, Nguyễn Văn Y đã dùng chiến thuật “Rung chà - cá nhảy”, ém quân chờ đối phương tại các điểm xung yếu rồi bắn tin đánh động. Các nhân viên phòng Nhì trong tổ chức hoang mang, tưởng đã bị lộ, nên dùng thuyền máy mang toàn bộ tài sản cướp được và cả vũ khí chạy ra hàng lực lượng Pháp thì lọt vào ổ phục kích của Việt Minh.
Trong trận này, lực lượng Việt Minh đã 20 nhân viên Phòng Nhì cùng đầy đủ tang vật vũ khí, tài liệu và tiền bạc do bị những người này cướp từ nhân dân. Sau đó, Tòa án Quân sự đặc biệt đã tuyên án tử hình 5 người cầm đầu và phạt tù 6 người khác. Phá vụ án “Ban địa hình Nam bộ” là thành công lớn của lực lượng Công An trong những ngày đầu mới thành lập.
Sau đó, dưới sự chỉ huy của ông, lực lượng Công An đã bắt sống tên gián điệp CIA Tô Văn Giác, được Mỹ đưa từ Hồng Kông qua Thái Lan, Campuchia về Việt Nam, với vỏ bọc “Phái đoàn liên lạc Hoa Kỳ”; phá vụ án gián điệp Hòa Hảo trá hàng, rồi chỉ đạo “tương kế - tựu kế” bí mật điều tra bắt giáo Thảo - một sĩ quan chuyên viên phản gián của Pháp.
Năm 1951, Nguyễn Văn Y làm Trưởng Ty Công an Mỹ Tho thay Mai Chí Thọ sang làm Bí thư Tỉnh ủy, rồi được bầu vào Ủy viên Thường vụ Tỉnh ủy. Năm 1952, ông được phân công là Phó Ban Kiểm soát của Sở Công an Nam bộ.
Thời gian này, ông đã tổ chức Hội nghị Liên ty Công an Long Châu Sa (Long Xuyên, Châu Đốc, Sa Đéc) và Mỹ Tho (Tân Mỹ Gò), chỉ đạo cụ thể việc chấn chỉnh các ban chuyên môn của Công an 2 tỉnh này. Rồi sau đó, ông được cử xuống giữ chức vụ Trưởng ty Công an tỉnh Long Châu Sa.
Từ tháng 1-1961 cho đến ngày mất, ông giữ các nhiệm vụ: Phó Ban An ninh Khu 8, Quyền Trưởng Ban An ninh Khu Trung Nam bộ. Giai đoạn này, ông đã lập được nhiều thành tích xuất sắc. Nổi bật là đã chỉ đạo xây dựng và bảo vệ vững chắc khu căn cứ cách mạng Khu 8, với quan điểm “căn cứ cách mạng ở trong lòng dân”.
Một trong những chiến công điển hình nhất và nổi bật nhất của ông là việc đưa vũ khí về miền Nam phục vụ chiến đấu khi ông được Khu ủy Khu 8 giao nhiệm vụ khôi phục nối tiếp đường Hồ Chí Minh trên biển.
Năm 1966, với khả năng tổ chức, tài ngoại giao và uy tín của mình, ông đã khôi phục thành công “Đường Hồ Chí Minh trên biển”. Tàu của quân giải phóng được phép bí mật cập cảng Công-pông Xom của Campuchia. Rồi từ đây, lực lượng quân giải phóng phối hợp với bộ đội Quân khu 8, tổ chức một đường dây vận chuyển đi suốt ngày đêm băng rừng, lội suối đưa vũ khí về R; về Khu 8 (miền Trung Nam bộ); Khu 9 (miền Tây Nam bộ); Khu 4 (Sài Gòn – Gia Định).
Chỉ trong 2 năm (từ tháng 3-1967 đến tháng 1-1969), quân giải phóng đã chuyển được 21 chuyến hàng từ Bắc vào chiến trường miền Nam qua ngã Campuchia, tổng cộng gồm 3.000 tấn vũ khí quân dụng và thuốc trị bệnh, vàng, tiền...
Đồng chí Nguyễn Việt Thanh (Chín Khải), nguyên Giám đốc Hải quan tỉnh Đồng Tháp - người đã có một thời gian dài làm thư ký cho ông Năm Trà trong chiến tranh cho biết: “Tôi là người chụp ảnh cho đồng chí Năm Trà, để làm giấy thông hành giả Campuchia, phục vụ cho việc đi lại của đồng chí. Tôi cũng biết đồng chí Sáu Khánh là người của ta, nhưng không hiểu vì sao lại thành quan Năm của quân đội Hoàng gia Campuchia và thường xuyên gặp, làm việc với đồng chí Năm Trà?
Cho mãi đến sau này, tôi mới biết, qua lời của anh Sáu nói lại: “Đồng chí Năm Trà là người trực tiếp thiết lập, tổ chức, lãnh đạo, điều khiển đường dây này, còn tôi chỉ là người thực hiện. Bản thân đồng chí Năm Trà thường xuyên đi về giữa hai nước như con thoi. Nhưng những chuyến đi như thế không phải là không có những khó khăn và đồng chí Năm Trà đã lấy chính nghĩa để cảm hóa, lấy tình cảm thân quen để thuyết phục, khéo léo, mềm dẻo nhằm đạt đến mục tiêu”.
Chiến công ấy đã góp phần làm nên những chiến thắng lớn của quân giải phóng sau này, trong đó có Tổng tiến công và nổi dậy mùa Xuân Mậu Thân năm 1968. Trong cuộc Tổng tiến công này, ông Năm Trà được Ban An ninh Trung ương Cục ủy nhiệm phụ trách 1 trong 6 đoàn trinh sát an ninh về Sài Gòn - Chợ Lớn phối hợp tổng tấn công giải phóng Sài Gòn.
Tháng 5-1970, trong một chuyến công tác, khi đó ông Năm Trà là quyền Trưởng Ban An ninh Khu Trung Nam bộ, Phó Chỉ huy trưởng mặt trận mở rộng căn cứ ở Campuchia, cùng 3 đồng chí Lưu Hà Mỹ (tức Chín Mỹ, cán bộ điệp báo), Nguyễn Văn Oanh (Ba Oanh) và Nguyễn Văn Tùng gặp một trận càn lớn của quân đội Việt Nam Cộng Hòa. Phía Việt Nam Cộng Hòa đã huy động máy bay, tàu chiến, pháo binh, bộ binh bao vây trên bộ và dưới sông, phong tỏa không cho ông Năm Trà cùng đồng đội rút vào rừng; đồng thời, ngăn không cho lực lượng an ninh vũ trang và quân giải phóng trong căn cứ ra chi viện.
Trước tình hình này, ông Năm Trà cùng đồng đội rút về hầm bí mật bên bờ sông Sở Thượng nhưng cũng bị phát hiện. Ông đã cùng đồng đội quyết tử, dùng lựu đạn, tiểu liên, súng ngắn để chiến đấu. Đến ngày 12/5/1970, ông và 3 người đồng đội đều thiệt mạng trên chiến trường Đồng Tháp.

## Gia đình
Vợ Năm Trà - bà Nguyễn Thị Loan (1915-2007) cũng từng là cán bộ cách mạng kiên trung. Hai ông bà sinh được 4 người con. Con trai đầu là Nguyễn Thạch Bích (nguyên Cục trưởng thuộc Tổng cục V); kế đến là Nguyễn Thị Hồng Hà (từng là Xã đội trưởng ở tuổi 18, hy sinh năm 1968 khi mới vào tuổi 19); Nguyễn Hồng Thanh (từng là Thư ký văn phòng Ban An ninh Khu 8, sau giải phóng là Bệnh xá trưởng Công an tỉnh Tiền Giang); Nguyễn Thanh Hùng làm giao liên cho Ban An ninh Khu 8 khi mới 13 tuổi, hiện là Đại tá, Trưởng phòng An ninh kinh tế Công an tỉnh Tiền Giang.

## Vinh danh
Liệt sĩ Nguyễn Văn Y (Năm Trà) đã được Chủ tịch nước Trương Tấn Sang ký Quyết định truy tặng danh hiệu AHLLVTND vào ngày 7/2/2012.